# 제시카 캡쇼
제시카 캡쇼(Jessica Capshaw, 1976년 8월 9일 ~ )는 미국의 배우이다.

## 출연 작품

### 영화
- 러브 레터 (1999)
- 발렌타인 (2001)
- 마이너리티 리포트 (2002)
- 뷰 프롬 더 탑 (2003)
- 홀리데이트 (2020) - 애비 역

### 텔레비전
- ER (1999)
- 더 프랙티스 (2002-04)
- 내가 그녀를 만났을 때 (2005)
- 본즈 (2006)
- 엘 워드 (2007)
- 그레이 아나토미 (2009-18)